# هانس گوده
هانس گوده (انگلیسی: Hans Gude; ۱۳ مارس ۱۸۲۵ – ۱۷ اوت ۱۹۰۳) نقاش، و استاد دانشگاه اهل نروژ بود.

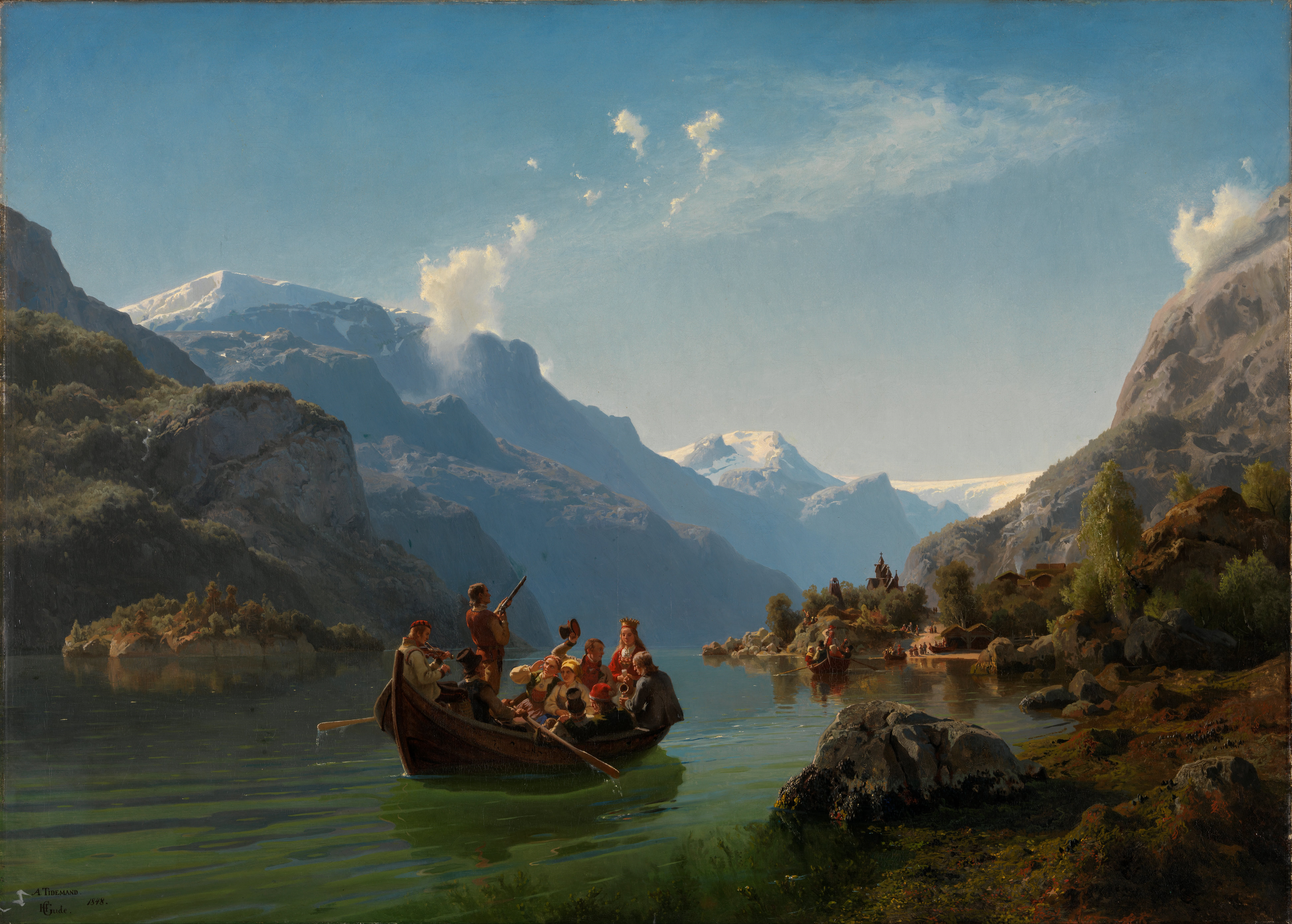
ماه عسل در هاردانگر، اثر مشترک معروف آدولف تیده مان و هانس گوده ۱۸۴۸